# Liste von Persönlichkeiten der Stadt Ennepetal
Die folgende Liste beschäftigt sich mit den Persönlichkeiten der Stadt Ennepetal.

## Bürgermeister

### Bürgermeister von Ennepetal

#### Seit 1949
- 1949–1952: Fritz Textor (1911–1988) (FDP)
- 1952–1970: Walter Sondermann (1899–1973) (SPD)
- 1970–1981: Ewald Rettberg (1918–1996) (SPD)
- 1981–1984: Harald Wolf (SPD)
- 1984–1989: Friedrich Döpp (* 1936) (parteilos)
- 1989–1994: August Born (1923–1998) (EWG)
- 1994–1998: Gerhard Dessel (1930–2010) (SPD)
- 1998–2009: Michael Eckhardt (* 1949) (parteilos)
- 2009–2015: Wilhelm Wiggenhagen (* 1955) (parteilos)
- 2015–heute: Imke Heymann (* 1973) (parteilos)

### Ehrenbürgermeister von Ennepetal
- 1970 (?): Walter Sondermann (1899–1973) (SPD)
- Friedrich Döpp (* 1936) (parteilos)
- 2004: Gerhard Dessel (1930–2010) (SPD)
- 2009: Michael Eckhardt (* 1949) (parteilos)

### Ehemalige Stadtdirektoren der Stadt Ennepetal
- 01.04.1949 – 28.02.1963: Albert Wallbrecher
- 01.03.1963 – 31.05.1968: Heinrich Stegelmeyer
- 01.06.1968 – 31.05.1980: Ulrich Kormann
- 18.06.1980 – 17.06.1988: Erhard Pallasch
- 01.07.1988 – 31.01.1992: Ralf Bleicher
- 02.04.1992 – 15.05.1995: Reinhard Fischer
- 01.06.1995 – 31.05.1998: Dieter Funke

## Auf dem Stadtgebiet von Ennepetal geborene Persönlichkeiten

### Bis zum 19. Jahrhundert
- Wilhelm von Alhaus (1716–1794), Weihbischof in Münster und Osnabrück
- Emilie Kiep-Altenloh (1888–1985), Politikerin (DDP, FDP)

### 20. Jahrhundert
- Eugen Fley (1900–1990), Politiker (CDU)
- Artur Sträter (1902–1977), Jurist, Verleger und Politiker
- Karl-Heinz Peters (1903–1990), Schauspieler
- Ewald Rettberg (1918–1996), Bürgermeister von Ennepetal
- Elisabeth Altenrichter-Dicke (1929–2013), Malerin
- Christel Streffer (* 1941), Juristin
- Renate Drewke (* 1952), Politikerin (SPD)
- Ute Schäfer (* 1967), Triathletin, Duathletin
- Nina Carolin (* 1993), Schauspielerin

## Bekannte Einwohner und Menschen mit Beziehungen zu Ennepetal

### Bis zum 19. Jahrhundert

Walter Oettinghaus (1883–1950), deutscher Politiker und Gewerkschafter.

- Walter Oettinghaus (1883–1950), Politiker und Gewerkschafter

### 20. Jahrhundert
- Artur Sträter (1902–1977), Jurist, Verleger und Politiker (CDU)
- Hans-Gerhard Dedeke (1904–1975), Politiker (NSDAP)
- Hans-Joachim Höfig (1915–2006), Sportfunktionär
- Erich Kamp (1938–1992), Politiker (SPD)
- Klaus Solmecke (* 1942), Politiker (SPD)
- Michael Eckhardt (* 1949), Bürgermeister
- Arnim Brux (* 1952), Politiker (SPD)
- Wilhelm Wiggenhagen (* 1955), Bürgermeister
- Dirk Rauin (* 1957), Handballspieler und -trainer
- Petra Grimm-Benne (* 1962), Politikerin (SPD) und Juristin
- Andrew Ullmann (* 1963), Politiker (FDP) und Arzt
- Ralf Waldmann (1966–2018), Motorradrennfahrer
- Sia Korthaus (* 1968), deutsche Kabarettistin, Sängerin und Schauspielerin
- Daniela Fuß (* 1969), Fernsehmoderatorin
- Andreas Sander (* 1989), Skirennläufer